# Седых, Сергей
Сергей Седых (род. 18 июля 1983) — российский дзюдоист, бронзовый призёр чемпионата России. Чемпион и призёр чемпионатов России среди юниоров и молодёжи. Серебряный призёр чемпионата Европы среди молодёжи. Победитель и призёр мемориала Владимира Гулидова в Красноярске. Бронзовый призёр командного чемпионата Европы 2005 года в Дебрецене (Венгрия).

## Спортивные результаты
- Чемпионат России по дзюдо 2003 года — .